# Schefflera glabrescens
Schefflera glabrescens är en araliaväxtart som först beskrevs av Chang Jiang Tseng och Gin Hoo, och fick sitt nu gällande namn av David Gamman Frodin. Schefflera glabrescens ingår i släktet Schefflera och familjen araliaväxter. Inga underarter finns listade.